# Чат-Базар
Чат-Базар (кирг. Чат-Базар) — село в Таласском районе Таласской области Кыргызстана. Административный центр Омуралиевского аильного округа. Код СОАТЕ — 41707 232 859 02 0.
В 1936—1958 годах — центр Будённовского района.

## Население
По данным переписи 2009 года, в селе проживало 1259 человек.